# Happy (bài hát của Michael Jackson)
"Happy" là ca khúc của Michael Jackson thời thiếu niên thu âm cho nhãn Motown năm 1973. Bài hát có trong album của Michael Jackson Music and Me. Tiêu đề đầy đủ của nó "Happy (Love Theme from Lady Sings the Blues)", nhưng nó chưa bao giờ có mặt trong phim hay album nhạc phim của phim Lady Sings the Blues. Bài hát được phát hành dưới dạng đĩa đơn ở Australia, mặt sau là "In Our Small Way".
Bài hát chưa được phát hành tại Liên hiệp Anh cho đến năm 1983, khi quảng bá album tổng hợp của Motown 18 Greatest Hits mà ca khúc chứa trong đó. Với sự phát hành này, "Happy" (với danh tiếng của Michael Jackson và The Jackson 5) đạt vị trí #52 trên UK Singles Charts. Sau này, nó được thu âm bởi nhạc sĩ của bài hát Smokey Robinson, và xuất hiện trong album solo mang tính bước ngoặt của anh A Quiet Storm.

## Bảng xếp hạng
| Bảng xếp hạng (1973)                 | Vị trí cao nhất |
| ------------------------------------ | --------------- |
| U.S. Billboard Hot 100               | -               |
| U.S. Billboard Hot R&B/Hip-Hop Songs | -               |
| UK Singles Chart                     | 52              |
| Australian ARIA Singles Chart        | 31              |
| Turkey Top 20 Chart                  | -               |